# Blaine Lindgren
Pour les articles homonymes, voir Lindgren.
Harold Blaine Lindgren (né le 26 juin 1939 à Salt Lake City et mort le 5 octobre 2019 dans la même ville) est un athlète américain spécialiste du 110 mètres haies. 

## Carrière
Blaine Lindgren remporte le titre du 110 mètres haies des Jeux panaméricains de 1963 devant son compatriote Willie May, médaillé d'argent des Jeux olympiques de 1960. Sélectionné pour les Jeux olympiques de 1964 grâce à sa deuxième place obtenue lors des sélections américaines, Blaine Lindgren monte sur la deuxième marche du podium avec le temps de 13 s 7, s'inclinant d'un dixième de seconde face à son compatriote Hayes Jones.
Son record personnel sur 110 m haies, établi en 1963, est de 13 s 5.

## Palmarès
| Date | Compétition        | Lieu      | Résultat | Épreuve     |
| ---- | ------------------ | --------- | -------- | ----------- |
| 1963 | Jeux panaméricains | São Paulo | 1er      | 110 m haies |
| 1964 | Jeux olympiques    | Tokyo     | 2e       | 110 m haies |